# ナシュア (ニューハンプシャー州)
ナシュア （英: Nashua）は、アメリカ合衆国ニューハンプシャー州の都市。ヒルズボロ郡の郡庁所在地である。人口は9万1322人（2020年）で、マンチェスターに次ぐ州内第2の都市である。
ナシュアは繊維産業で発展したがそれも今は無くなり、近代はボストン都市圏の一部としてニューハンプシャー州南部の経済発展に飲み込まれてきた。1987年と1997年、雑誌「マネー」が毎年行っている調査、「アメリカで最も住みやすい所」に2度選ばれた。これまで2回も1位になった都市は他に無い。2007年、調査会社「モーガン・クイットノー」がナシュアを全国で27番目に安全な都市に選んだ。

## 歴史

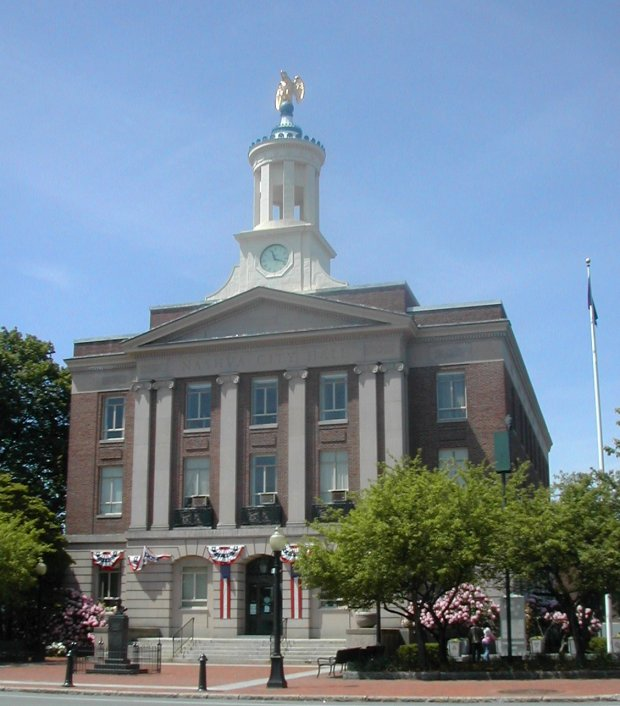
市役所、2006年撮影

ナシュア市となった場所は、イングランドのダンスタブル出身のエドワード・ティングに与えられたマサチューセッツ湾植民地に置かれたダンスタブルと呼ばれる200平方マイル (520 km2) の土地の一部だった。ナシュアは1673年の土地特許ではほぼ中心に位置した。1741年にニューハンプシャー植民地がマサチューセッツ湾植民地と分離したとき、植民地間の境界線が引き直された。その結果、ダンスタブルの町は2つに分かれた。ティングスボロとダンスタブルの町の幾らかはマサチューセッツ湾植民地内に残り、北側のニューハンプシャー側となったダンスタブルの町は1746年に編入された。
ダンスタブルはナシュア川とメリマック川の合流点に位置し、当初は毛皮交易の町として1655年頃に設立されていた。しかし、ニューイングランドの川に面した多くの地域社会と同様、19世紀の産業革命時には機械が水力で動かされて繊維産業が発展した。1836年までにナシュア製造会社が3つの綿織物工場を建設し、710の織機で年間930万ヤード (8,500 km) の綿布を生産した。1836年12月31日、ニューハンプシャー議会の宣言により、ダンスタブルの町はナシュア川に因んでナシュアと改名した。ナシュア川はナシュウェイ族インディアンによって名付けられており、そのペナコック語では「小石の多い川底のある美しい流れ」を意味していた。ナシュアの町はナシュア川を挟んで裕福な者の大半が住む北側と、そうではない南側の間で税金に関する論争が1842年から11年間も続いた。この期間。北側の住人は町名をナッシュビルと呼び、南側はナシュアの名前を守った。双方は結局和解し、1853年にナシュア市の認証に基づいて統合された。6本の鉄道線が繊維工業の町を横切り、南北戦争の前には1日56本の列車が出入りした。
ナシュア川の上流マンチェスターにあるライバルのエイモスキーグ製造会社と同様、ナシュア製造会社は第一次世界大戦頃まで繁栄し、その後緩りと衰退を始めた。工場を動かす水力は新しい形態のエネルギーに置き換えられた。綿布は輸送コストを下げるために綿花が生産される現地の工場で生産されるはずだった。世界恐慌の間、繊維産業は南部への移動を始め、1949年にはナシュアで最後の繊維工場が閉鎖された。多くの市民が失業した。しかし、新しく創設された防衛産業であるサンダース・アソシエーツ（現在のBAEシステムズの一部）が閉鎖された繊維工場に移転してきて市の再生を始めた。1970年代にデジタル・イクイップメント社（現在はヒューレット・パッカード社の一部）が入ってきて、ナシュア市はボストンを中心とするハイテク回廊の一部になった。

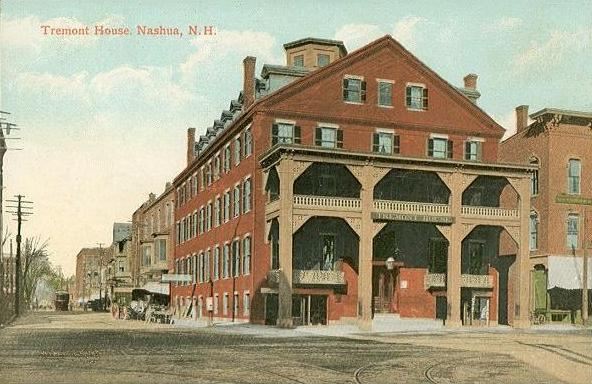
トレモント・ハウス、1908年頃
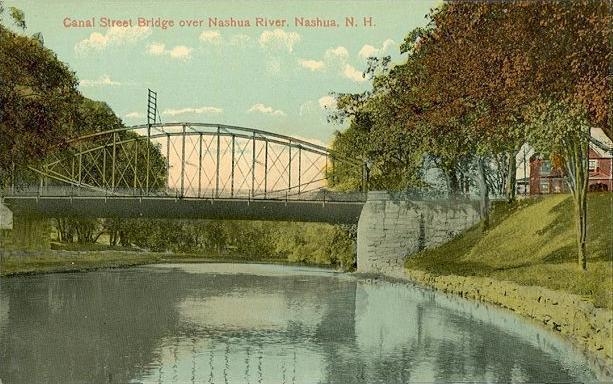
セントブリッジ運河、1908年頃
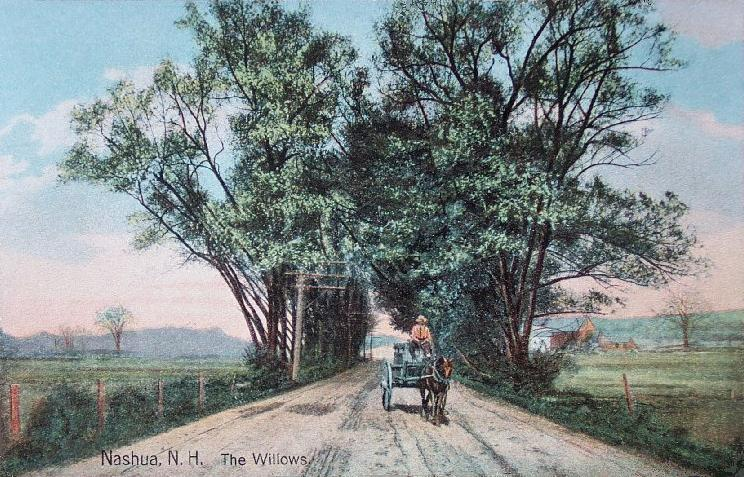
サマセットプラザに近い街路樹のヤナギ、1910年頃、この道路は現在州道101A号線となっている。
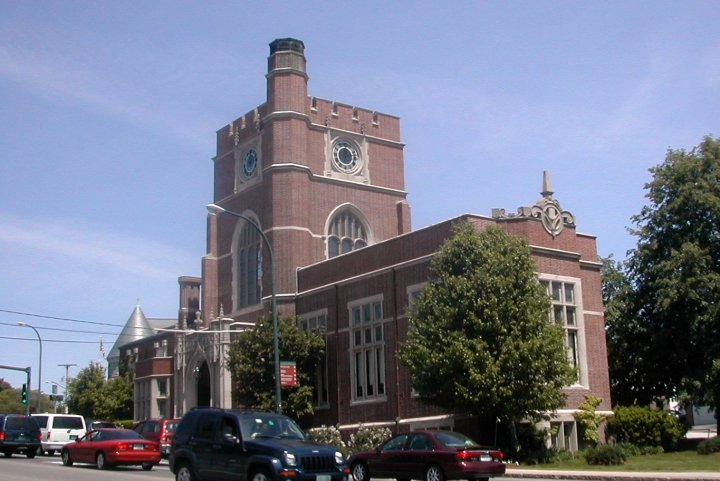
ハント記念図書館、2006年

## 地理

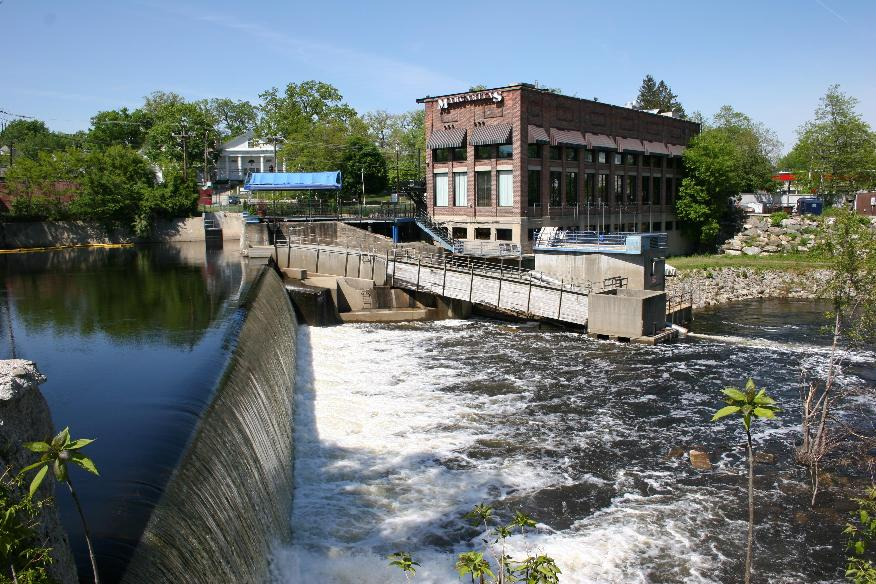
ナシュア川ダム、2006年

ナシュアは北緯42度45分04秒 西経71度28分51秒 / 北緯42.751038度 西経71.480817度に位置する。
アメリカ合衆国国勢調査局に拠れば、市域全面積は31.8平方マイル (82.5 km2)、このうち陸地は30.9平方マイル (80.0 km2)、水面は0.9平方マイル (2.5 km2)で水域率は2.98％である。東部はメリマック川が境界になっており、メリマック川の支流であるナシュア川とサーモン・ブルックで市内の水がはけている。ナシュア川はほぼ市内を2分している。ナシュア市の最高地点は市南部にあるロングヒルであり、標高418フィート (46 m) である。

### 隣接する都市と町
市の東はメリマック川と接し、その対岸にはハドソンの町がある。その他の方向には下図のような自治体がある。

## 人口動態

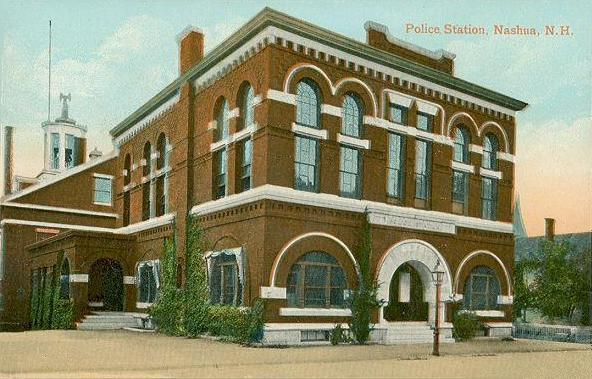
警察署、1908年頃

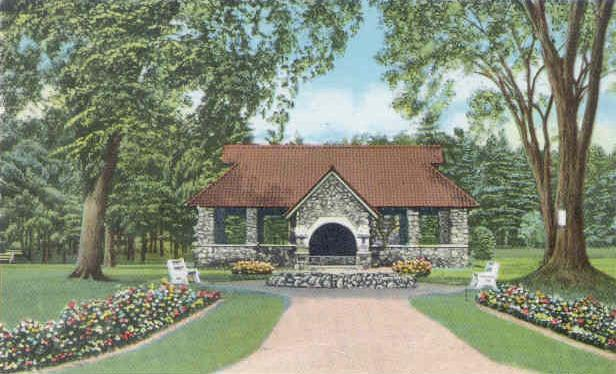
グリーリー公園、1920年頃

以下は2000年の国勢調査による人口統計データである。
| 基礎データ - 人口: 86,605人 - 世帯数: 34,614世帯 - 家族数: 22,083家族 - 人口密度: 1,082.5人/km2（2,803.5人/mi2） - 住居数: 35,387軒 - 住居密度: 442.3軒/km2（1,145.5軒/mi2） 人種別人口構成 - 白人: 89.25% - アフリカン・アメリカン: 2.01% - ネイティブ・アメリカン: 0.32% - アジア人:3.88% - 太平洋諸島系: 0.03% - その他の人種: 3.05% - 混血: 1.46% - ヒスパニック・ラテン系: 6.22% 年齢別人口構成 - 18歳未満: 24.7% - 18-24歳: 8.1% - 25-44歳: 33.5% - 45-64歳: 22.2% - 65歳以上: 11.6% - 年齢の中央値: 36歳 - 性比（女性100人あたり男性の人口） - 総人口: 97.6 - 18歳以上: 95.2 | 世帯と家族（対世帯数） - 18歳未満の子供がいる: 31.6% - 結婚・同居している夫婦: 49.3% - 未婚・離婚・死別女性が世帯主: 10.4% - 非家族世帯: 36.2% - 単身世帯: 28.3% - 65歳以上の老人1人暮らし: 8.7% - 平均構成人数 - 世帯: 2.46人 - 家族: 3.05人 収入と家計 - 収入の中央値 - 世帯: 51,969 米ドル - 家族: 61,102米ドル - 性別 - 男性: 43,893米ドル - 女性: 29,171米ドル - 人口1人あたり収入: 25,209米ドル - 貧困線以下 - 対人口: 6.8% - 対家族数: 5.0% - 18歳以下: 8.7% - 65歳以上: 6.4% |

## 市政府
市政府は1人の市長と5人の市会議員によって構成されている。市会議員のうち6人は全市から4年に1回3人ずつ選出され、9人の市会議員は9つの選挙区から2年に1回選出される。
ニューハンプシャー州議会では、下院の第20から第26選挙区まで7つの選挙区に跨り、上院は第12選挙区（ホリス、メイソンおよびブルックラインも含む）と第13選挙区に入っている。

## 経済

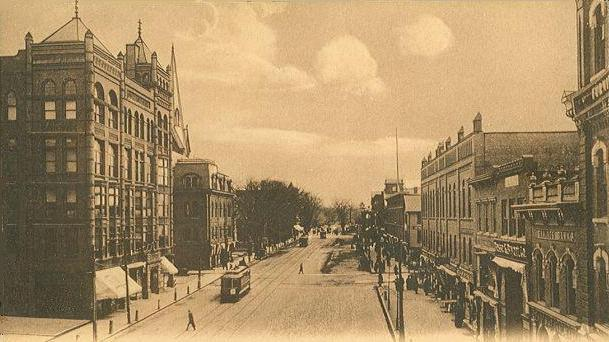
メインストリート、1905年

ナシュア中心街は地域の商業、娯楽および食事の中心となっている。最近の計画でナシュア川岸を歩行者に優しい遊歩道として組み込むよう工夫された。このナシュア・リバーウォークは増税を通じて資金手当された大きな公共と民間の共同事業である。
アマースト通り（州道101A号線）とダニエル・ウェブスター・ハイウェイに面する大きな商業地区は買い物天国であり、プレザントモールなどダニエル・ウェブスター・ハイウェイにあるものは、ニューハンプシャー州で消費税が掛けられない強みを生かして、マサチューセッツ州からも買い物客を引き付けている。
市内には会社名を市や川から採ったナシュア・コーポレーションなど技術系の会社が多くある。ナシュア・コーポレーションは1990年代初期からフロッピーディスクの有力製造者であり、パソコンの世界でナシュアの名前を広めた。
防衛産業のBAEシステムズ（元サンダース・アソシエーツ）とコンピュータ会社のヒューレット・パッカード社はこの地域でも著名な巨大ハイテク企業である。ボストン航空管制センターがナシュア市内にある。

## 交通

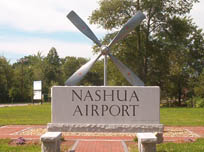
ナシュアの空港であるボワール基地の入口

エバレット・ターンパイクが市内を抜ける主要高規格道路である。アメリカ国道3号線はマサチューセッツ州境から北に7W 出口までこのターンパイクを辿り、そこから北東に2車線のヘンリ・A・バーク・ハイウェイがコンコード通りに至り、北に曲がってメリマックの町に入る。ナシュア市民空港（ボワール基地）は一般用途空港であり、市の北西隅にある。公共交通としてはナシュア・トランジットシステムがバス便を運行している。マサチューセッツ湾交通局の通勤鉄道ローウェル線をマサチューセッツ州ローウェルからナシュアまで延伸する計画がある。
ナシュア地域の地図にはしばしば、ナシュアから隣町のハドソンに伸びる周縁高規格道路の計画線が示されている。この道路の南端小部分（アメリカ国道3号線2番出口）のみが完成しており、全体の完成予定は不明である。これが完成すれば、ナシュア・ハドソン周縁道路はエバレット・ターンパイクの一部となり、ナシュア北部に想定される9番出口で本線と再結合されるはずである。
コンコード鉄道の傘下にあるボストン・イクスプレスがナシュアとボストンを繋ぐバス便を運行しており、6番出口に近いナシュア・ウェルカムセンターから出てエバレット・ターンパイクに入る。このバス路線ではボストンのサウス駅とローガン国際空港まで行くことができる。

## メディア
市内では日刊紙「ナシュア・テレグラフ」が発行されているが、印刷は隣のハドソンで行われている。他にも「ザ・ブロードキャスター」と「ザ・ヒッポ」という2つの週刊紙がある。ラジオ局としてはAMの2局とFMの1局があり、他にもFMの2つの周波数でニューハンプシャー公共ラジオを流している。ナシュアで免許を受けたテレビ局は「tv13 Nashua」という低出力の地域社会局があり、リビエ・カレッジにスタジオがある。

## 教育
2000年の国勢調査では3歳以上の児童22,700人がナシュアの教育施設を使っており、人口のほぼ4分の1に相当する。

### 高等学校

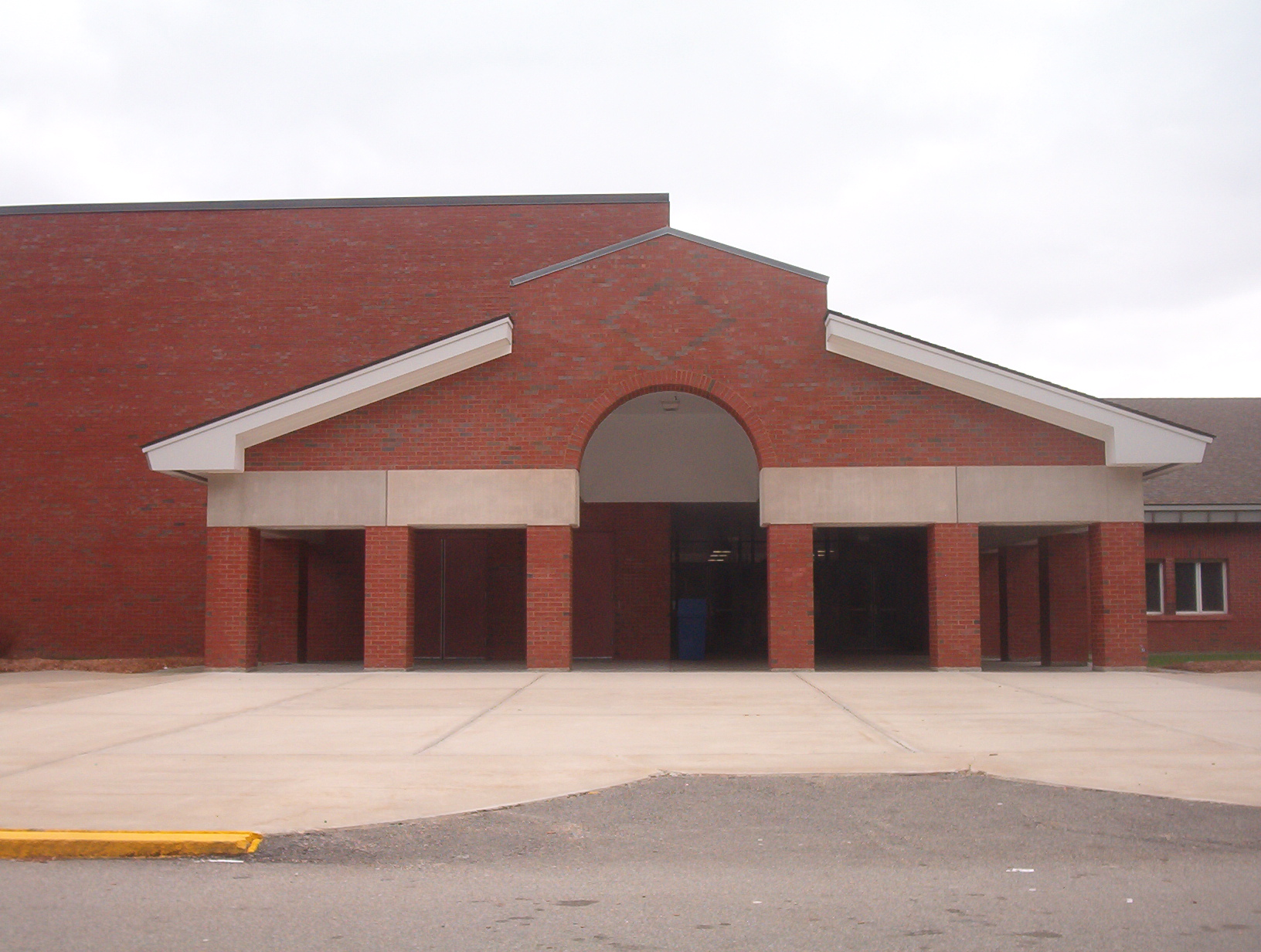
ペニチャック中学校

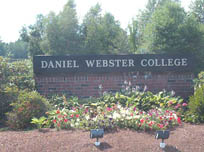
ダニエル・ウェブスター・カレッジの入口

2005年にナシュアの公立高校はナシュア南高校（ニックネームはパンサーズ、1976年開校、2004年に再建・再開）とブロード通りに近いナシュア北高校（ニックネームはタイタンズ、2002年開校）に分割された
私立の宗教系学校としては、共学のカトリック系であるビショップ・ゲルタン高校と、共学の幼稚園生から12年生までのキリスト教系学校であるナシュア・クリスチャン・アカデミーの2校がある。
女子高校であるマウント・セントメアリー・セミナリーは、1992年秋に元男子校のビショップ・ゲルタン高校と合併し、単一の拡張共学校を形成した。
ナシュア高校（現在のナシュア南高校）が1976年に開校されるまで、現在のエルム通り中等学校が市の高校だった。2005年、市全体の教育再編成によって現在の形になり、小学校は5年生まで、中学校は6年生から8年生までとなった。

### 小中学校
市内の中学校は7校（公立2校、私立5校）、小学校は17校（公立13校、私立4校）ある。

### 大学
ナシュアはニューハンプシャー州ダーラムなどと比べて大学町とは考えられていないが、2006年時点で6つの大学に5,000人の学生がいる。大学はヘッサー・カレッジ、南ニューハンプシャー大学ナシュア校、フランクリン・ピアース・カレッジ・ナシュア校、ダニエル・ウェブスター・カレッジ、ナシュア・コミュニティ・カレッジ、およびリビエ・カレッジの6校である。

## スポーツ
ナシュア唯一のプロスポーツチームはカナダ・アメリカ・プロ野球協会マイナーリーグに所属するアメリカン・ディフェンダーズ・オブ・ニューハンプシャーであり、1998年から2008年まではナシュア・プライドとしてホールマン・スタジアムを本拠地にした。しかし、2009年時点でディフェンダーズの将来は不透明である。プライドより前では、独立系のナシュア・ホークス、AAのナシュア・パイレーツ、AAのナシュア・エンゼルス、およびAのナシュア・ドジャースがホールマン・スタジアムを本拠地に使っており、ドジャースは20世紀で初の人種差別を撤廃したプロ野球チームだった。
大学スポーツではダニエル・ウェブスター・カレッジのイーグルスとリビエ・カレッジのレイダーズがグレート・ノースイースト・アスレティック・カンファランスで競っている。
ナシュアに本拠を置くスパルタンズ軍楽隊は1997年、1998年、2004年、および2007年に国際鼓笛隊ディビジョンIIで世界チャンピオンになった。

## 大衆文化の中で
テレビ番組The Officeの幾つかの話は想定上のダンダー・ミフリン社ナシュア支店を舞台にしている。2004年のテレビ映画、MTVの「MADE」はナシュア北高校で撮影された。
ロシアンドレッシングは、ジェームズ・E・コルバーン（James E. Colburn）がナシュアで考案した。

## 著名な住人
- ジェイムズ・コリンズ、マッカーサー・フェロー、ボストン大学生物医工学教授
- ジョン・G・フォスター、南北戦争で北軍の将軍
- ジェフ・ジウリアーノ、アイスホッケーの選手
- マイケル・グラジアデー、映画とテレビの俳優、ヤング・アンド・ザ・レストレスでダニエル・ロマロッティを演じた
- ジャド・アラン・グレッグ、ニューハンプシャー州知事、アメリカ合衆国上院議員
- ランディ・ハリソン、俳優
- ジャック・ケルアック、著作家、バイン通りの祖父母の家で夏を過ごす
- レイ・ラモンターニュ、フォーク歌手
- グレッグ・ランドリー、アメリカンフットボールの選手
- ジェニファー・ラボア、PLAYBOYのプレイメイト
- トリプルH、WWEのプロレスラー
- ジョン・ラブウェル・ジュニア、軍人、初期探検家
- アルビン・ルシア、作曲家
- ルージェット・D・マーシャル、ウィスコンシン州最高裁判所判事
- マンディ・ムーア、歌手
- ジャレド・ネイサン、俳優
- マイク・オマリー、俳優、TBSのYes, Dearシリーズに出演
- リコ・ペトロチェリ、MLB野球選手、ボストン・レッドソックスの遊撃手と三塁手、1963年-1976年
- テッド・フィリップス、NFLのシカゴ・ベアーズのCEO
- ジョン・ローパー、MLB野球選手、シンシナティ・レッズの投手、1993年
- アレクサンドラ・ソーチャ、ブロードウェイの女優
- バーディ・テベッツ、MLB野球選手、捕手、コーチ、監督